# Burg Wörth (Strudengau)

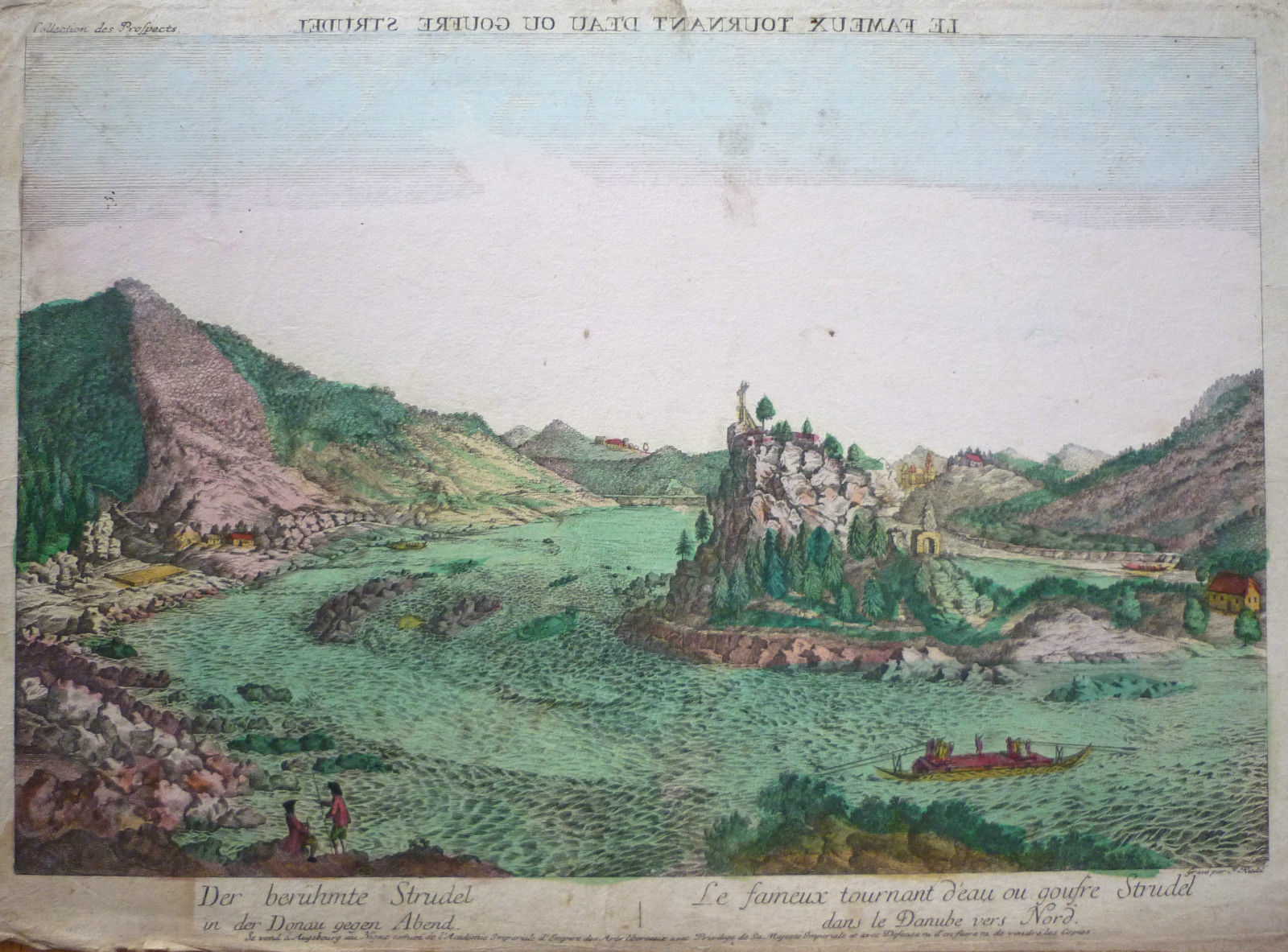
Burgruine Wörth von Westen. 1781

Die Burg Wörth war ein Wehrbau, der sich auf dem Wörthfelsen auf der Donauinsel Wörth in der Gemeinde Neustadtl an der Donau in Niederösterreich befand. Erhalten sind geringe Mauerreste. Eine Fährverbindung zur Donauinsel Wörth und damit zur Burg besteht nicht.

## Lage
Die Burg war an einer strategisch wichtigen Stelle errichtet worden. Sie war Teil eines alten Maut- und Sicherungssystems entlang der Donau im Strudengau. Diese mehrheitlich am Nordufer in Oberösterreich gelegenen Burgen und Türme waren (von West nach Ost): Kosenburg, Greinburg (jüngere Hauptburg), Wörth, Werfenstein (ursprüngliche Hauptburg), Helchenburg, Hausstein, Langenstein, Pain, Mautturm und Burg Sarmingstein. In Niederösterreich befand sich die Burgruine Freyenstein am Südufer der Donau.
Als Pendant zur Burg Wörth befand sich am Nordufer der Donau schräg gegenüber und etwas flussabwärts die Burg Werfenstein.

## Geschichte
Die Burg Wörth ist eine Strudensperre, die 1322 angeblich Chunrat von Werd hat anlegen lassen, eventuell aber bereits aus dem 12. Jahrhundert durch die Herren von Perg und Machland errichtet wurde.
Von Burg Werfenstein und von Burg Wörth aus konnte mit Ketten die Donau abgesperrt werden. Flussabwärts gab es ähnlich geartete Sperrketten beim Turm am Langenstein und Burg Hausstein.
Anscheinend mit der Neugründung der Greinburg 1510 und der damit verbundenen Verlagerung der Donaumaut nach Grein wurden viele Anlagen und auch Burg Wörth aufgegeben und verfallen gelassen.

## Baulichkeit
Die Burgruine besteht aus einer keilförmigen Kernburg von etwa 20 × 10 Metern, deren 1,20 Meter dicker Bering aus Bruchstein besteht und rundlich an den Felskopf angepasst ist. An der westlichen Breitseite könnte sich ein Wohnbau befunden haben, am rundlich ausgebildeten Schmalpunkt im Osten könnte laut Dehio ein Rundturm gestanden haben. Dort lag der Eingang am noch erhaltenen Riegelkanal. Das Mauerwerk wird von den Experten (mit Vorbehalt) dem Spätmittelalter zugeordnet.
1552 wurde am höchsten Punkt der Burgruine, dem Wörthfelsen, das sogenannte Wörthkreuz errichtet, das bis heute erhalten ist.
Teile des Burgfelsens wurden bei der Regulierung der Donau zwischen 1777 und 1783 gesprengt und abgetragen. Geringe Reste der Burgruine sind jedoch noch vorhanden.